# بيس كن (تشكدان)
بيس كن (بالفارسية: پیس کن) هي قرية تقع في إيران في هرمزغان. يقدر عدد سكانها بـ 47 نسمة .